# Nils Målare

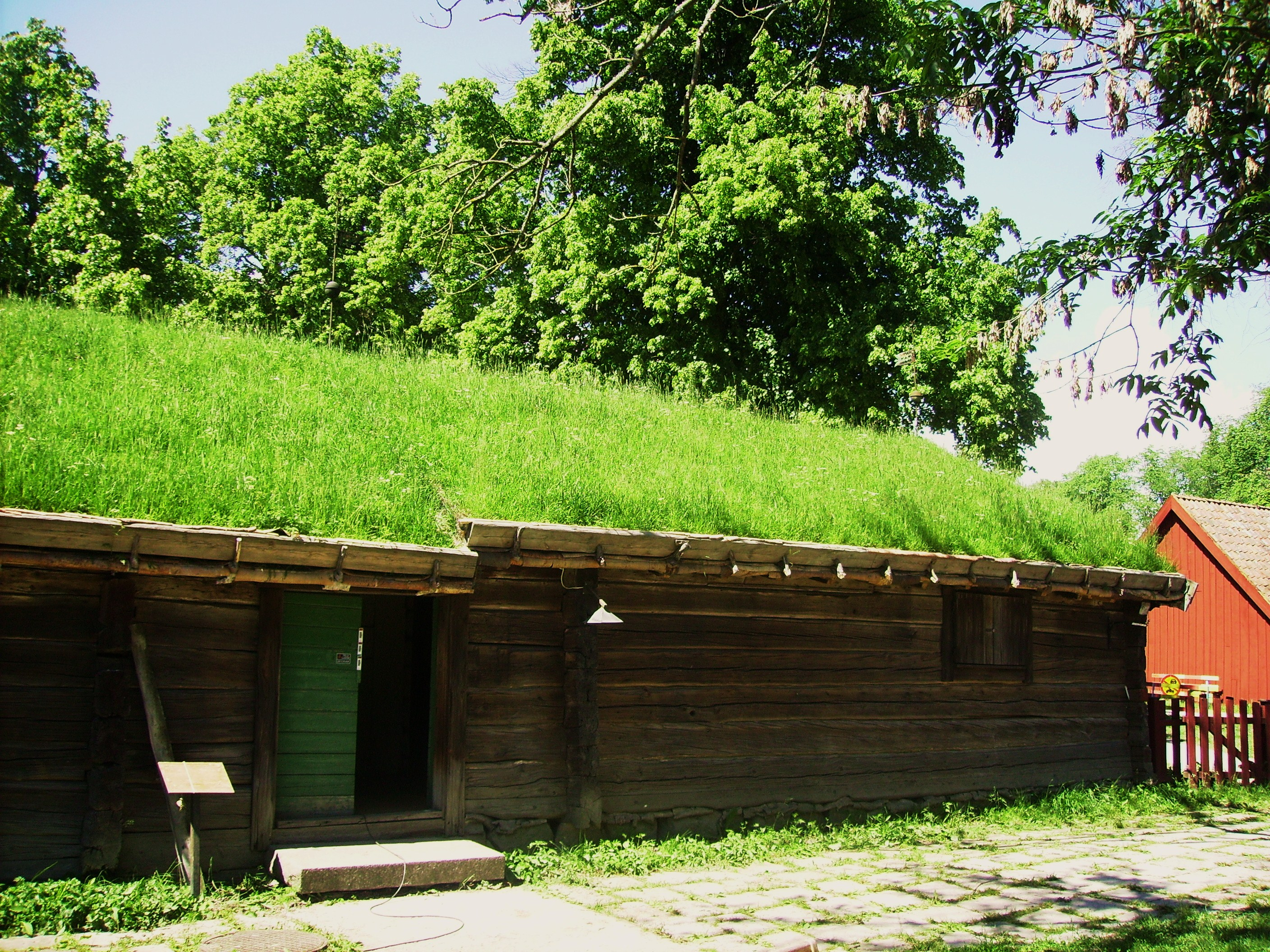
Tovastugan

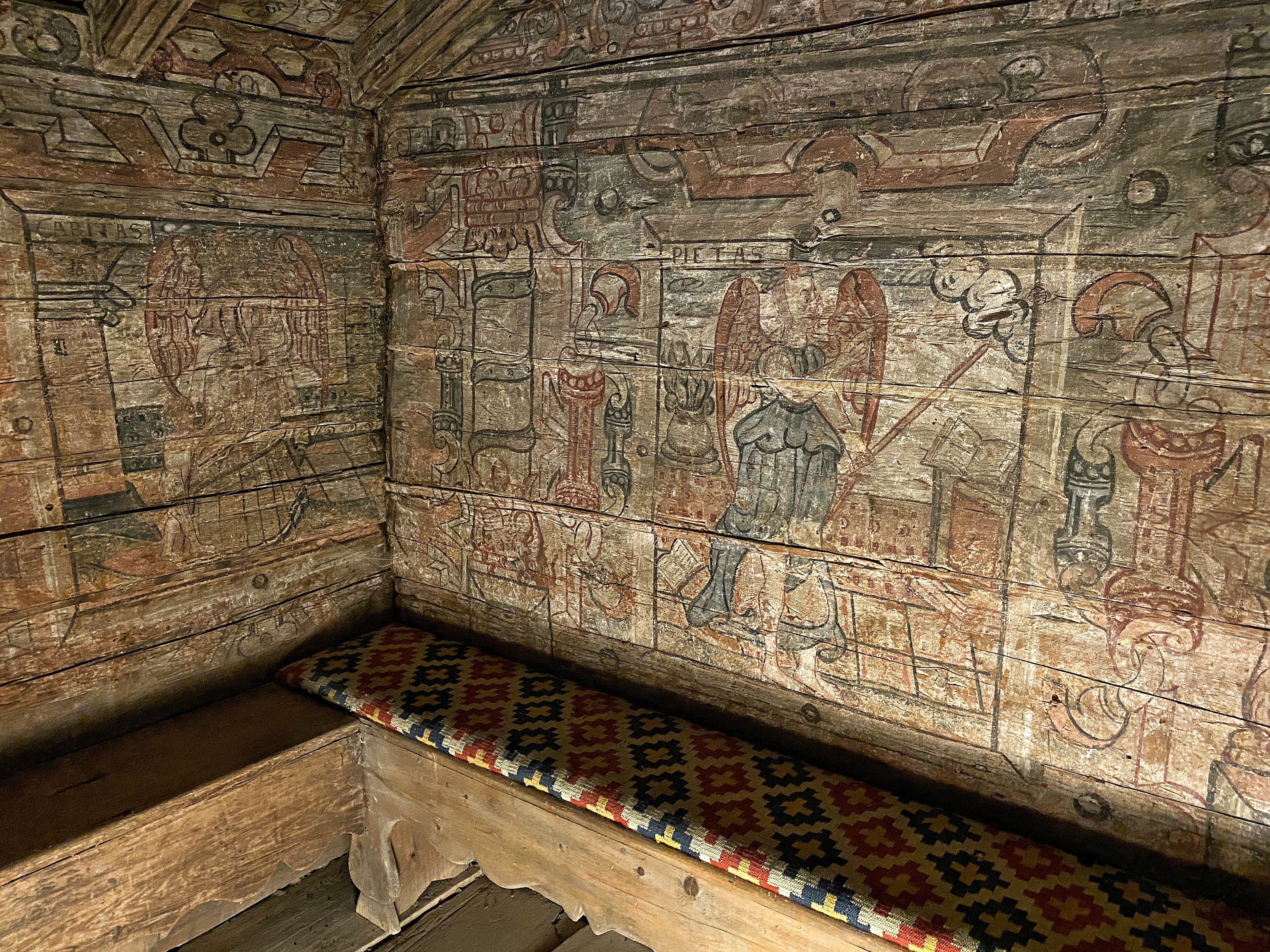
Detalj av väggmålningarna i Tovastugan.

Nils Målare eller Nils i Tunatorp var en svensk bygdemålare, den yngste av de sörmländska kyrkodekoratörerna.
Bygdemålaren Nils använde kopparstick eller träsnitt som förlagor till sina bilder. År 1641 målade han en stor timmersal vid hemmanet Tova i Ripsa. Han dekorerade den med blommor och geometriserade ornament samt med elva bilder som symboliserade lika många dygder. Tovastugan flyttades 1951 till Nyköpingshus närhet. Nils är även känd för verk åtminstone i Flens kyrka och Hyltinge kyrka. Det är även genom kyrkohandlingar i Hyltinge som eftervärlden vet att målaren hette Nils och kom från Tunatorp.